# Majapahit
Mayapahit va ser un imperi talassocràtic hindú javanès de l'Àsia sud-oriental, amb el seu centre a l'illa de Java (part de la Indonèsia actual), que va existir de 1293 cap a 1527. Mayapahit va aconseguir la seva màxima esplendor durant l'era de Hayam Wuruk, el regnat va ser marcat per les conquestes a l'Àsia sud-oriental. El seu assoliment es deu també al seu primer ministre, Gajah Mada. D'acord amb el Nagarakretagama (Desawarñana) escrit en 1365, Mayapahit era un imperi de 98 tribus, que s'estenien des de Sumatra a Nova Guinea, en els països actuals d'Indonèsia, Singapur, Malàisia, Brunei, Tailàndia meridional, Timor oriental, al sud-oest de les Filipines (en particular l'arxipèlag de Sulu), encara que el tema de l'esfera d'influència de Mayapahit és encara tema de debat entre els historiadors. La naturalesa de les relacions i influències cap als seus vassalls d'ultramar i també el seu estatus com a imperi segueix originant debat.
Mayapahit era encara un dels últims imperis principals hindús de la regió i és considerat un dels imperis més grans i poderosos de la història d'Indonèsia i Àsia sud-oriental, i que és vist a vegades com el precedent de les fronteres actuals d'Indonèsia. La seva influència s'estenia més enllà del territori actual d'Indonèsia i ha estat tema de debat de diversos estudis.